# Estádio Alfredo Leahy
Estádio Alfredo Leahy – stadion piłkarski, w Penedo, Alagoas, Brazylia, na którym swoje mecze rozgrywa klub Sport Club Penedense.